# 燕子湾水库
燕子湾水库是中国安徽省滁州市明光市境内的一座水库，位于长江水系清流河上，建于1959年。水库正常库容为748万立方米，集雨面积为33平方千米，海拔为54米。